# Yohei Sakai
Yohei Sakai (坂井 洋平 Sakai Yohei?), född 10 april 1986 i Kanagawa prefektur, är en japansk fotbollsspelare.
Sakai började sin karriär 2004 i Yokohama F. Marinos. Efter Yokohama F. Marinos spelade han för Yokohama FC, SC Sagamihara, Mito HollyHock, Thespakusatsu Gunma och SC Sagamihara. Han avslutade karriären 2016.